# 長崎健司
長崎健司（日语：／ Nagasaki Kenji，1979年2月12日—），日本男性動畫演出家、動畫導演。曾任職於MADHOUSE。出身於大阪府枚方市。

## 參加作品

### 電視動畫
2001年
- 銀河天使（製作進行）

2003年
- 鈴鐺貓娘Nyo（演出）
- SPACE PIRATE CAPTAIN HERLOCK（日语：SPACE PIRATE CAPTAIN HERLOCK）（製作進行）
- 神槍少女（OP演出）

2004年
- MONSTER（演出）

2005年
- 鬥牌傳說赤木 ～降臨黑暗的天才～（演出）

2006年
- 牙 -KIBA-（日语：牙 (アニメ)）（助理導演、演出）
- 獸爪（日语：ケモノヅメ）（演出補佐）

2007年
- 大江戶火箭（一座副頭取（助理導演）、分鏡、演出）
- 機動戰士鋼彈00（助理導演、分鏡、演出）

2008年
- 機動戰士鋼彈00 Second Season（助理導演、分鏡、演出）

2010年
- 花丸幼稚園（分鏡、演出）

2011年
- 只想告訴你 2ND SEASON（分鏡）
- STAR DRIVER 閃亮的塔科特（分鏡）
- GOSICK（分鏡）
- 未來都市NO.6（導演）
- UN-GO （分鏡）

2012年
- 罪惡王冠（分鏡）
- 機動戰士鋼彈AGE（分鏡、演出、ED2&ED4分鏡&演出）
- 交響詩篇艾蕾卡AO（分鏡）
- ROBOTICS;NOTES（分鏡）

2013年
- 絕園的暴風雨（分鏡、OP2分鏡&演出）
- Aikatsu！偶像活動！（分鏡）
- 鋼彈創戰者（導演）

2014年
- 地球隊長（OP2分鏡&演出）
- 鋼彈創戰者TRY（分鏡）

2015年
- 血界戰線（分鏡）
- Classroom☆Crisis（導演、分鏡）

2016年
- 我的英雄學院（2016年—，導演〈第1期—第3期〉→總導演〈第4期—〉、分鏡、演出）

### 電影動畫
2010年
- 劇場版 機動戰士鋼彈00 -A wakening of the Trailblazer-（副導演、分鏡、演出）

2018年
- 我的英雄學院：兩個人的英雄（導演）

2019年
- 我的英雄學院：英雄新世紀（導演）

2021年
- 我的英雄學院：世界英雄任務（導演）

2024年
- 我的英雄學院：YOU'RE NEXT（動畫顧問[1]）

### OVA
- 48×61（2004年，演出）[注 1]
- 天上天下 ULTIMATE FIGHT（2005年，OP演出）

### 網路動畫
- 鋼彈創戰者 GM的逆襲（2017年，導演）

## 腳註

## 相關項目
- MADHOUSE
- 日本動畫師列表（日语：アニメ関係者一覧）